# Swietłana Toma
Swietłana Andriejewna Toma (ros. Светла́на Андре́евна Тома́; ur. 24 maja 1947) – radziecka i mołdawska aktorka filmowa i teatralna. Zasłużona Artystka Federacji Rosyjskiej (2001).
Matka aktorki Iriny Łacziny.

## Wybrana filmografia
- 1975: Tabor wędruje do nieba jako Rada

## Odznaczenia
- 2001: Zasłużona Artystka Federacji Rosyjskiej
- Zasłużona Artystka Mołdawskiej SRR